# Andó-kút
Az Andó-kút (régebbi nevén Lenke-forrás) kedvelt pihenőhely a Bükk-vidéken, Varbótól néhány kilométerre. A terület egy völgyben fekszik, melyet hatalmas bükkfák vesznek körül.
Itt található a Varbó Andó-kúti Erdei Tanösvény 10. állomása és a Lillafüredi Állami Erdei Vasút (LÁEV) parasznyai szárnyvonalának Andókút nevű megállóhelye is.
A forrást 1963 foglalták a DVTK és az MVSC természetjárói az LKM és a LÁEV támogatásával.
A forrás vize egy mesterséges tavat táplál, melyen egy kis sziget található. A szigeten padok vannak elhelyezve, amely fedett.
A területen találhatók padok, kiépített tűzrakóhely és egy esőbeálló is. A forrás bővizű, a vize iható.
Északi irányban található a vasúti megállóhely épülete.

## Külső hivatkozások
- Geocaching: GCando geoláda